# The Turpentines
The Turpentines var ett svenskt punkrockband, aktivt från sent 1990-tal till tidigt 2000-tal. Bandet gav ut sina skivor på White Jazz Records.
Gruppen skivdebuterade med singeln "Give This!" 1997, följd av debutalbumet American Music for American People året efter. 1999 släpptes singlarna "Showstopper" och "No Salvation" samt split-EP:n The Turpentines/A-Bombs. 2000 utkom gruppens andra och sista studioalbum By Popular Demand. Därefter upplöstes bandet.

## Medlemmar
- Andreas Andersson – basgitarr, gitarr, sång
- Tommy Andersson – gitarr, sång
- Anders Björnlund – trummor, slagverk
- Markus "Macke" Karlsson – sång, gitarr

## Diskografi
Studioalbum
- 1998 – American Music for American People
- 2000 – By Popular Demand

EP
- 1999 – Waiting For Anything / Satisfaction Got No Friend (delad EP: The Turpentines/A-Bombs)
- 1999 – Stolen Records Issue #3 (delad EP: The Turpentines/The Spoilers)[2]

Singlar
- 1997 – "Give This! / "Little Sally Tease" / "Bamalamagirls"
- 1999 – "Showstopper" / "Too Much Too Soon"
- 1999 – "No Salvation" / "Done it Again"